# Achilles Renaud
Achilles Renaud, född 14 augusti 1819 i Lausanne, död 5 juni 1884 i Heidelberg, var en schweizisk jurist.
Renaud blev 1848 ordinarie professor i juridik i Giessen och 1851 i Heidelberg, en befattning han innehade till sin död. Han utgav bland annat Lehrbuch des gemeinen deutschen Wechselrechts (1854; tredje upplagan 1868), Das Recht der Actiengesellschaften (1863; andra upplagan 1875), Das Recht der Kommanditgesellschaften (1881), Das Recht der stillen Gesellschaften (1885) och Rechtliche Gutachten (två band, 1886).